# Michaël Sterckeman
 (octobre 2018).
Si vous disposez d'ouvrages ou d'articles de référence ou si vous connaissez des sites web de qualité traitant du thème abordé ici, merci de compléter l'article en donnant les références utiles à sa vérifiabilité et en les liant à la section « Notes et références ».
Michaël Sterckeman, né en 1976 à Lille, est un auteur de bande dessinée français.

## Biographie
Michael Sterckeman est né en 1976 à Lille. Il passe une enfance sportive et sauvage dans le nord de la France. Il pense un moment embrasser une carrière scientifique mais se tourne finalement vers le dessin et la narration. En 2000, fraîchement diplômé de l'école de l'Image d'Angoulême, il s'installe à Paris pour se consacrer à l’illustration et la bande dessinée. Il  travaille pour la presse jeunesse et adulte (Libération, Le Monde, L'Obs…) puis réalise plusieurs albums de bande dessinée, d’abord en solo puis en collaboration avec les scénaristes Loo Hui Phang et Gwen de Bonneval. Aujourd’hui, il partage son temps entre le dessin et l’enseignement.
En 2024 il dessine le documentaire jeunesse Quand on arrive en France. Histoire de l'immigration, écrit par Jean-Michel Billioud.

## Publications

### Auteur et dessinateur
- Petit Manège, Ego Comme X, 2000[2],[3]
- Le Chant des oiseaux, éd. Atrabile, 2002
- Le Prince aux plumes, éd. Milan, 2006
- Intersections, éd. Atrabile, 2007
- La Danse du quetzal, éd. Sarbacane, 2008

### Dessinateur
- Cent mille journées de prière, scénario de Loo Hui Phang, tomes 1 et 2, Futuropolis, 2011-2012
- Adam et elle, scénario de Gwen de Bonneval, tomes 1 et 2, Glénat, 2013
- Quand on arrive en France. Histoire de l'immigration, texte de Jean-Michel Billioud, Casterman Jeunesse, 2024

Participation
- Etre Là, ouvrage collectif, série de reportages réalisés par Christophe Dabitch, Futuropolis, 2014